# Canterbury
Canterbury (pronunciado /ˈkæntəbri/ o /ˈkæntəbɛri/, en español antiguo Cantórbery o Cantuaria) es una ciudad del sureste de Inglaterra, a unos 70 km de Londres, sobre el río Stour y perteneciente al condado de Kent. Es famosa por su catedral, que es Patrimonio de la Humanidad y por ser el principal centro religioso del Reino Unido, ya que es la sede del arzobispo de Canterbury, líder espiritual de la Iglesia anglicana. Desde 2013, el arzobispo es Justin Welby.
Poblada desde tiempos prehistóricos, Canterbury ya fue un centro administrativo romano. Con el fin de la dominación latina, la ciudad fue invadida por los jutos que asentaron allí el Reino de Kent. En 597, el misionero Agustín desembarcó en Canterbury con el objetivo de iniciar la conversión de los anglosajones. Desde entonces, la ciudad ha sido un centro de la religión cristiana, convirtiéndose rápidamente en la sede del arzobispo primado de Inglaterra. Fue un importante centro de peregrinaje durante la Edad Media, y se hizo célebre en la obra Los cuentos de Canterbury, escrita en el siglo XIV por Geoffrey Chaucer.
Actualmente, Canterbury es un popular destino turístico dentro de Inglaterra. Es el lugar más visitado del condado de Kent y una de las veinte ciudades más visitadas en Inglaterra. A pesar de su humilde cantidad de habitantes, Canterbury posee un gran número de centros comerciales, restaurantes y vida nocturna. Aloja la Universidad Europea de Kent, una de las 20 mejores de Inglaterra y ocupa el puesto 80.º en el ranking mundial de universidades. También tienen en la ciudad su sede las universidades de Christ Church Canterbury (CCCU) y de Artes Creativas de Canterbury (UCA). La Universidad Americana Girne tiene un campus en Canterbury.

## Etimología
El nombre de Canterbury procede del inglés antiguo Cantwareburh que significa «fuerte o burgo de Kent». Se tiene constancia en documentos de los siglos V y VI que antes de la llegada de los Jutos a la ciudad (período que se conoce como Britania posromana) se denominaba Cair Ceint ("Fuerte de Kent" en idioma galés).
Canterbury y Kent, pues, tienen el mismo origen etimológico, el pueblo prerromano de los cantiacos que vivía en los condados de Kent y Sussex Oriental. De hecho, en época romana la ciudad se llamó Durovernum Cantiacorum, el «fuerte de los cantiacos».
También podríamos pensar en un hidrónimo prerromano, parecido al de "Cant-abria", desde "Cant" = "piedra o roca", más el hidrónimo "er(e+eb(u+u)ri", "río(-río-río)", como (la ciudad del) "Río piedras" o "Río de las rocas".

## Geografía
Canterbury se encuentra ubicada a 87 km al sureste de Londres. El distrito de Canterbury ocupa una superficie de 308.84 km², tiene acceso al mar por el norte y se divide en 26 parroquias. Al norte se encuentran los pueblos costeros de Whitstable y Herne Bay, a 9.5 km de distancia.

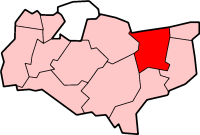
El distrito de Canterbury (en rojo) dentro del condado de Kent.

Al noreste se encuentran los pueblos de Margate y Ramsgate, en el distrito de Thanet. Al sureste el distrito de Dover, con los pueblos de Dover y Sándwich. Al sur el distrito de Folkestone and Hythe, con cabeza en Folkestone. Al suroeste con el distrito de Ashford y al oeste con el distrito de Swale.
El río Stour atraviesa el centro de la ciudad, bifurcándose en dos cauces. Desemboca al este en el Canal de la Mancha.

## Hijos ilustres
- Christopher Marlowe (1564-1593), dramaturgo, poeta y traductor.
- John Sims (1749-1831), médico y taxónomo botánico.
- Henry Weekes (1807-1877), escultor miembro de la Royal Academy.
- George Job Elvey (1816-1893), compositor y maestro de capilla.
- William Sealy Gosset (1876-1937), estadístico.
- Margot Grahame (1911-1982), actriz.
- Trevor Pinnock (1946), director de orquesta, clavecinista, pianista y organista miembro de la Orden del Imperio Británico.
- Tacita Dean (1965), artista visual miembro de la Orden del Imperio Británico.
- Orlando Bloom (1977), actor.
- Ruta Gedmintas (1983), actriz.
- Jack Scanlon (1998), actor.

## Ciudades hermanadas
- Esztergom, Hungría.
- Reims, Champaña-Ardenas, Francia.
- Saint-Omer, Norte-Paso de Calais, Francia (1995).
- Wimereux, Norte-Paso de Calais, Francia (1995).
- Certaldo, Toscana, Italia (1997).
- Mölndal, Suecia (1997).
- Vladímir, Distrito federal Central, Rusia (1997).
- Tournai, Región Valona, Bélgica (1998).